# سیارک ۳۲۹۳۸
سیارک ۳۲۹۳۸ (به انگلیسی: 32938 Ivanopaci، نامگذاری:1995TP2) سی و دو هزار و نهصد و سی و هشتمین سیارک کشف شده‌است که در ۱۵ اکتبر ۱۹۹۵ کشف شد.